# Josef Hoffmann
Josef Franz Maria Hoffmann (Brtnice, Áustria-Hungria, hoje: República Checa, 15 de dezembro de 1870 — Viena, 7 de maio de 1956) foi um arquiteto e designer de produto austríaco.

## Biografia
Josef Hoffmann foi um dos líderes do grupo de artistas e arquitetos [oip] conhecidos como a Viena. Embora a arte da Secessão fosse fundamentalmente art nouveau no estilo, seu design é lembrado por um enfoque ornamental mais geométrico. A Secessão publicava sua própria revista, Ver Sacrum, e expunha regulamente obras de vários artistas internacionais. Estudou e trabalhou com Otto Wagner.